# Ельменгорст/Ліхтенгаген
Ельменгорст/Ліхтенгаген (нім. Elmenhorst/Lichtenhagen) — громада в Німеччині, розташована в землі Мекленбург-Передня Померанія. Входить до складу району Росток. Складова частина об'єднання громад Варнов-Вест.
Площа — 12,05 км2. Населення становить 4270 ос. (станом на 31 грудня 2020).

## Галерея

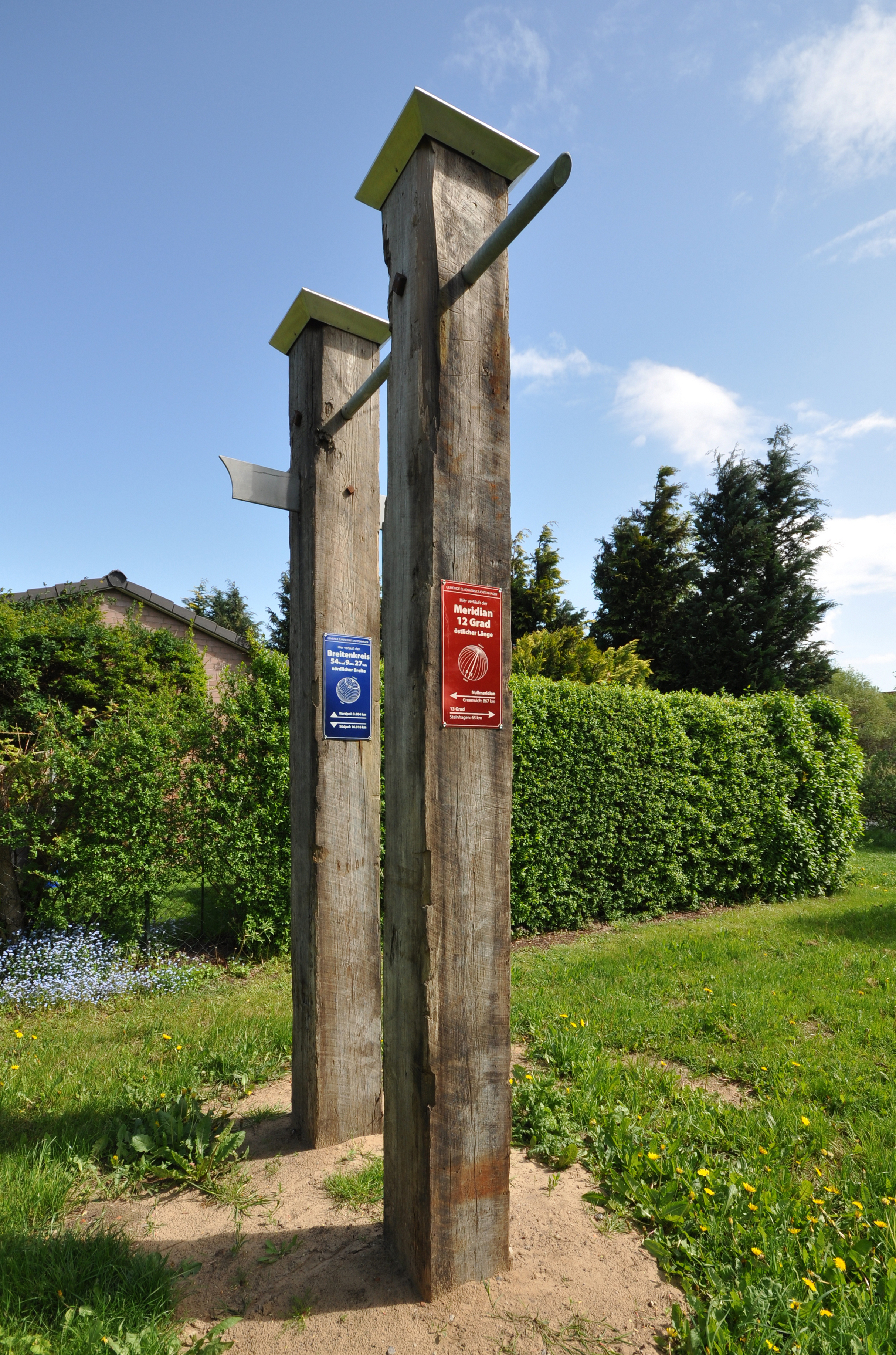
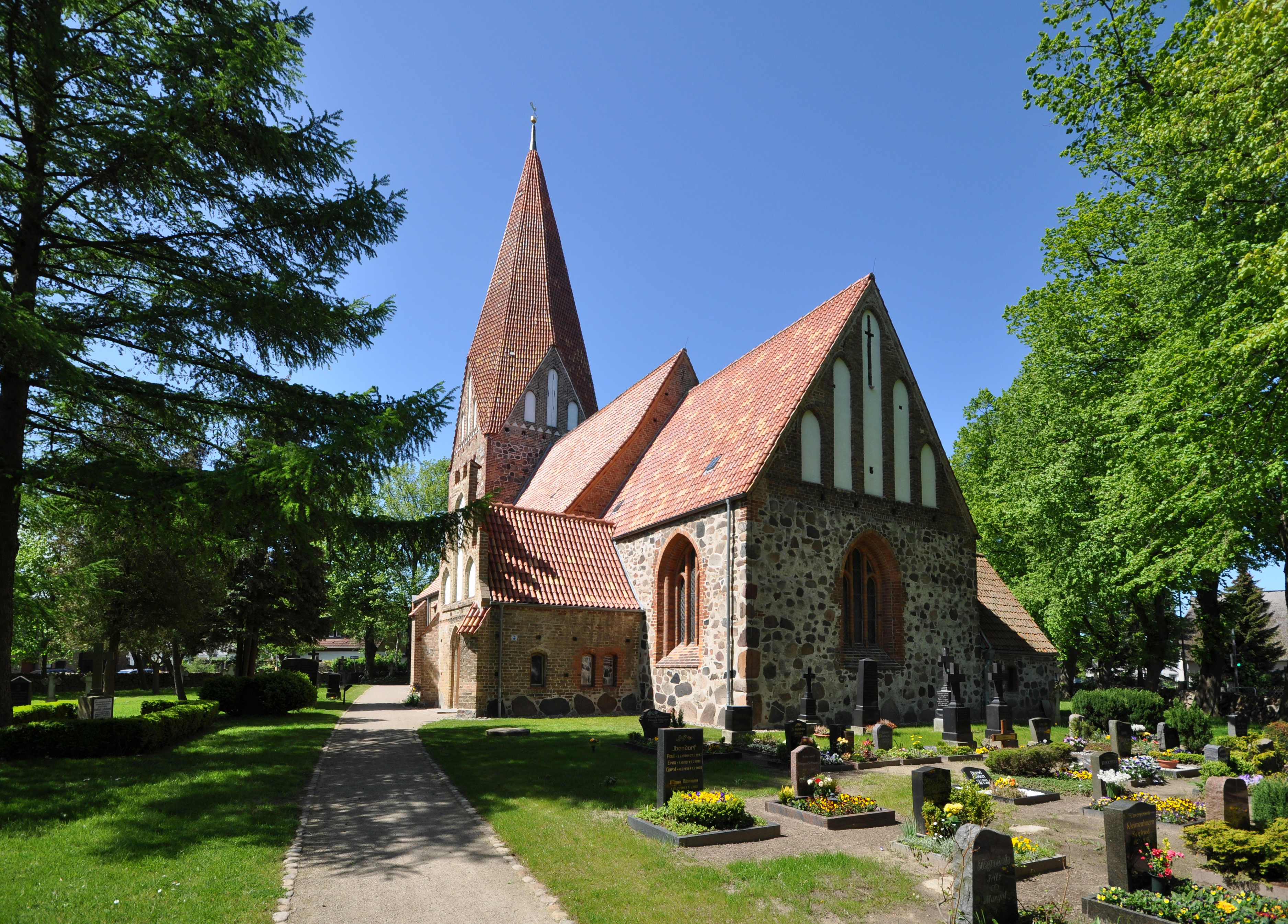